# Стоян Лазов (Лозенград)
 Тази статия е за лозенградския деец на ВМОРО.  За прилепския вижте Стоян Лазов (Прилеп).  
Стоян Димитров Лазов е български революционер, деец на Вътрешната македоно-одринска революционна организация, един от идеолозите на тракийското революционно дело.

## Биография
Стоян Лазов е роден на 15 ноември 1874 г. в Лозенград, Одринска Тракия. Основното си образование завършва в Лозенград. Завършва в 1893 година с осмия випуск Солунската българска мъжка гимназия. Следва история в Софийския университет и завършва през 1897 г. Като студент в Софийския университет, под предлог, че ходи да прави изследвания, обикаля селата и разпространява идеята на революционното движение. Брат му Лазо Лазов също е член на организацията и по-късно войвода в Одринско. По-късно учителства в Битоля, Македония и активно участва в революционното движение. В 1898 година Лазов е назначен за директор на Прилепското българско мъжко класно училище. Председател е на Прилепския околийски революционен комитет. На Нова година държи в църква реч по политическото положение и след донос от османски шпиони е арестуван от властите и интерниран в родния му Лозенград.
През 1900 г. Стоян Лазов придружава Гоце Делчев в обиколката му в Одринска Тракия. Стоян Лазов изгражда канала Бургас – Лозенград – Одрин, по който се прехвърлят материали, оръжие и нелегални революционни дейци.
При избухването на Балканската война в 1912 година е доброволец в Македоно-одринското опълчение и служи във 2 рота на 5 одринска дружина. През Първата световна война (1915-1918) Стоян Лазов отново се записва в армията като доброволец и служи в Единадесета пехотна македонска дивизия.